# Liječnik kuge
Liječnici kuge bili su medicinski liječnici posebno unajmljeni od gradova koji su imali mnogo žrtava u vrijeme epidemije kuge. Budući da ih je grad plaćao, liječili su sve – bogate i siromašne. Nisu bili stručno obučeni iskusni liječnici ili kirurzi, već su često su bili drugorazredni liječnici koji nisu bili u mogućnosti na drugi način pokrenuti uspješan medicinski posao.
Liječnici kuge svojim savezom liječili su samo pacijente zaražene kugom i bili su poznati kao općinski liječnici kuge. U jednom slučaju liječnik je bio prodavač voća prije nego što se zaposlio kao liječnik kuge.
U sedamnaestom i osamnaestom stoljeću neki su liječnici nosili kljun kao masku koja je bila ispunjena aromatičnim tvarima. Maske su bile oblikovane kako bi ih zaštitile od zaraženog zraka na koji se (prema teoriji zaraze) gledalo kao uzrok infekcije. Biti liječnik kuge je bilo neugodno, opasno i teško. Njihovi izgledi za preživljavanje u vremenu epidemije kuge bili su jako mali.

## Kostim
Iako grafički izvori prikazuju da su nosili različitu odjeću, neki liječnici kuge nosili su poseban kostim koji je izumio Charles de L'Orme u 1619. godini. Prvo su se rabili u Parizu, a poslije su se proširili diljem Europe. Zaštitno odijelo bilo je sastavljeno od kaputa teških tkanina, maske sa staklenim otvorom za oči te kljuna za aromatične tvari.
Neki od aromatičnih tvari bile su jantar, matičnjak, metvica, kamfor, klinčića, tinktura opijuma, smirne, ružine latice. To ih je štitilo od zaraženog zraka, dok je drveni štap korišten kako bi se pregledalo pacijenta bez dodira.

## Metoda
Liječnici kuge puštali su krv zaraženim pacijentima i koristili ostale metode liječenja kao što su stavljanje žabe na kvržice uzrokovanih kugom. Liječnici kuge nisu smjeli komunicirati s javnošću zbog mogućnosti širenja bolesti.